# Landon Donovan MVP Award

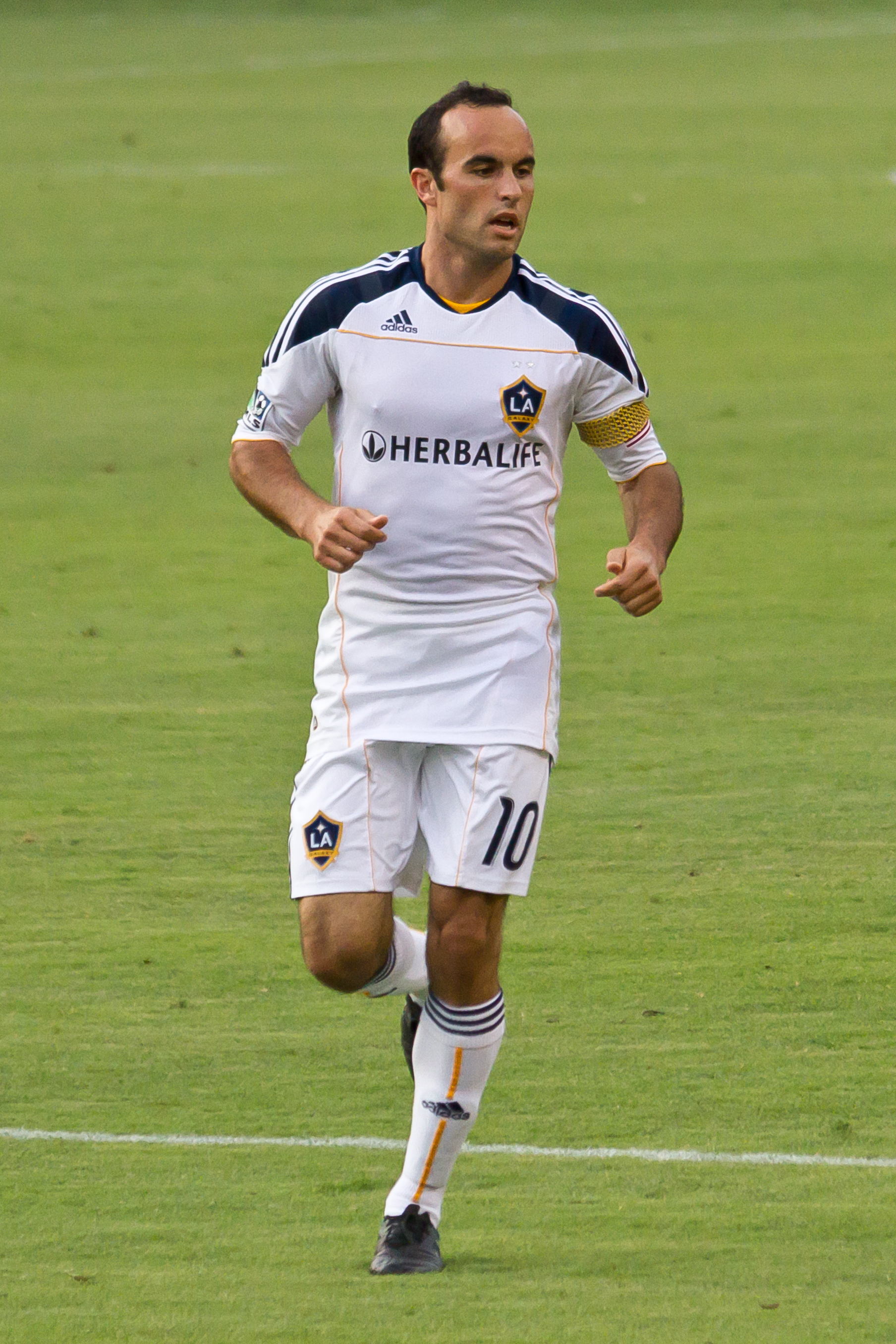
Landon Donovan, po kterém je cena pojmenována

Landon Donovan MVP Award je cena každoročně udělovaná nejlepšímu hráči Major League Soccer. Hlasování se účastní média, hráči MLS a členové realizačních týmů.
Do roku 2007 se cena z komerčních důvodů jmenovala Honda MLS Most Valuable Player, mezi lety 2007–2014 Volkswagen MLS Most Valuable Player. V lednu 2015 byla cena přejmenovaná po Landonu Donovanovi.
Nejvíce ocenění drží hráči D.C. United (4), pouze jeden hráč cenu vyhrál dvakrát, a to Preki v letech 1997 a 2003.

## Vítězové
| Sezona | Vítěz                      | Klub                   | Finalisté                                                     |
| ------ | -------------------------- | ---------------------- | ------------------------------------------------------------- |
| 1996   | Carlos Valderrama          | Tampa Bay Mutiny       | Roy Lassiter, Preki                                           |
| 1997   | Preki                      | Kansas City Wizards    | Marco Etcheverry, Carlos Valderrama                           |
| 1998   | Marco Etcheverry           | D.C. United            | Cobi Jones, Piotr Nowak                                       |
| 1999   | Jason Kreis                | Dallas Burn            | Marco Etcheverry, Jaime Moreno                                |
| 2000   | Tony Meola                 | Kansas City Wizards    | Mamadou Diallo, Clint Mathis                                  |
| 2001   | Alex Pineda Chacón         | Miami Fusion           | Jeff Agoos, Diego Serna                                       |
| 2002   | Carlos Ruiz                | Los Angeles Galaxy     | Mark Chung, Taylor Twellman                                   |
| 2003   | Preki (2)                  | Kansas City Wizards    | Ante Razov, John Spencer                                      |
| 2004   | Amado Guevara              | MetroStars             | Joe Cannon, Jaime Moreno                                      |
| 2005   | Taylor Twellman            | New England Revolution | Dwayne De Rosario, Jaime Moreno                               |
| 2006   | Christian Gómez            | D.C. United            | Jeff Cunningham, Dwayne De Rosario                            |
| 2007   | Luciano Emílio             | D.C. United            | Juan Pablo Ángel, Cuauhtémoc Blanco                           |
| 2008   | Guillermo Barros Schelotto | Columbus Crew          | Landon Donovan, Cuauhtémoc Blanco                             |
| 2009   | Landon Donovan             | Los Angeles Galaxy     | Sharlie Joseph, Jeff Cunninhgam                               |
| 2010   | David Ferreira             | FC Dallas              | Edson Buddle, Chris Wondolowski                               |
| 2011   | Dwayne De Rosario          | D.C. United            | Brad Davis, Brek Shea                                         |
| 2012   | Chris Wondolowski          | San Jose Earthquakes   | Thierry Henry, Graham Zusi                                    |
| 2013   | Mike Magee                 | Chicago Fire           | Robbie Keane, Marco Di Vaio                                   |
| 2014   | Robbie Keane               | Los Angeles Galaxy     | Lee Nguyen, Obafami Martins                                   |
| 2015   | Sebastian Giovinco         | Toronto FC             | Kei Kamara, Benny Feilhaber                                   |
| 2016   | David Villa                | New York City FC       | Bradley Wright-Phillips, Sacha Kljestan                       |
| 2017   | Diego Valeri               | Portland Timbers       | David Villa, Nemanja Nikolić                                  |
| 2018   | Josef Martínez             | Atlanta United FC      | Miguel Almirón, Zlatan Ibrahimović                            |
| 2019   | Carlos Vela                | Los Angeles FC         | Zlatan Ibrahimović, Josef Martínez                            |
| 2020   | Alejandro Pozuelo          | Toronto FC             | Andre Blake, Nicolás Lodeiro, Jordan Morris, Diego Rossi      |
| 2021   | Carles Gil                 | New England Revolution | Hany Mukhtar, João Paulo, Dániel Sallói, Valentín Castellanos |
| 2022   | Hany Mukhtar               | Nashville SC           | Sebastián Driussi, Andre Blake                                |
| 2023   | Luciano Acosta             | FC Cincinnati          | Thiago Almada, Denis Bouanga                                  |